# El Francés
El Francés är en ort i Mexiko.   Den ligger i kommunen Berriozábal och delstaten Chiapas, i den sydöstra delen av landet, 700 km öster om huvudstaden Mexico City. El Francés ligger 812 meter över havet och antalet invånare är 151.
Terrängen runt El Francés är huvudsakligen kuperad, men åt sydost är den platt. Terrängen runt El Francés sluttar norrut. Runt El Francés är det ganska tätbefolkat, med 58 invånare per kvadratkilometer. Närmaste större samhälle är Ocozocoautla de Espinosa, 13,1 km söder om El Francés. I omgivningarna runt El Francés växer i huvudsak städsegrön lövskog.